# Wybory parlamentarne w Niemczech w 1983 roku

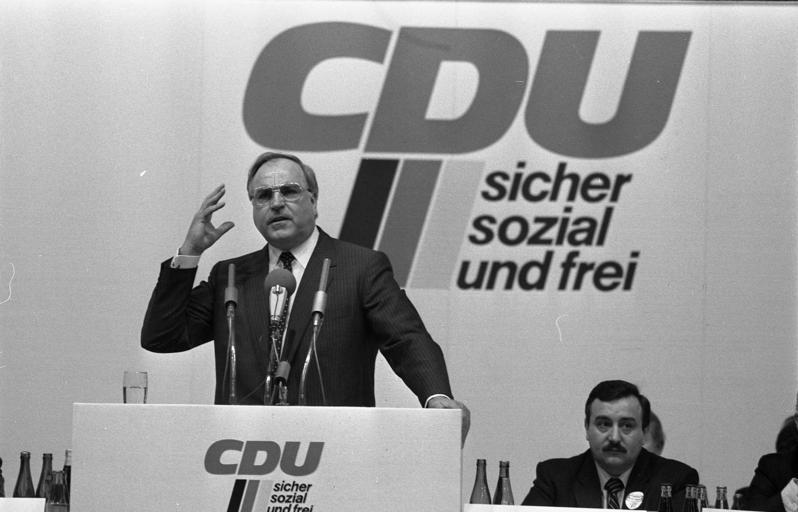
Helmut Kohl (kanclerz Niemiec i przewodniczący CDU), w czasie kampanii wyborczej. 8 stycznia 1983.

Wybory do niższej izby parlamentu Republiki Federalnej Niemiec (Bundestagu) odbyły się 6 marca 1983 roku. Ostatecznie zwyciężyła koalicja CDU/CSU-FDP, kanclerzem pozostał Helmut Kohl. Były to pierwsze wybory, kiedy to partia zielonych Die Grünen wprowadziła swoich deputowanych do parlamentu.

## Wyniki wyborów
| Partia                                  | Głosy      | %      | Zmiana | Miejsca | Zmiana | % miejsc |
| --------------------------------------- | ---------- | ------ | ------ | ------- | ------ | -------- |
| Christlich-Demokratische Union          | 14 857 680 | 38,15% | +3,9%  | 191     | +17    | 38,4%    |
| Christlich-Soziale Union                | 4 140 865  | 10,63% | +0,3%  | 53      | +1     | 10,6%    |
| Sozialdemokratische Partei Deutschlands | 14 865 807 | 38,18% | -4,68% | 193     | -25    | 38,8%    |
| Die Grünen                              | 2 167 431  | 5,57%  | +4,07% | 27      | +27    | 5,4%     |
| Freie Demokratische Partei              | 2 706 942  | 6,95%  | -3,67% | 34      | -19    | 6,8%     |
| Inne partie                             | 201 962    | 0,52%  |        | 0       |        | 0,0%     |
| Razem                                   | 38 940 687 | 100,0% |        | 498     | +1     | 100,0%   |